# Badžuni
Badžuni (anglicky Bajuni) je národ žijící na pobřeží jižního Somálska a severní části pobřeží Keni a na příbřežních ostrovech (souostroví Lamu, největší ostrov Paté).
Jsou rozděleni do řady silně příbuzných etnických skupin, populace se odhaduje na 35 tisíc lidí. Tradičně jsou rybáři, dříve sbírali také ulity kauri a ambru, lovili mořské želvy. V minulosti se zapojovali do obchodu s otroky, které dodávali do Benadiru, ležícího severněji v Somálsku.
Mluví jazykem amu, dialektem svahilštiny. Byli silně zasaženi arabským, možná i perským vlivem. Mezi jejich předky mohou snad být i přistěhovalci z jihovýchodní Asie, příbuzní Polynésanům. (což není překvapující, vzhledem k tomu, že k africkým břehům mohli doplout indonéští předci madagaskarských Malgašů).
Novináři spekulovali, že asijská krev a některé kulturní znaky Badžunů mohou pocházet od námořníků Čeng Chea, kteří zůstali v Africe. Stařešinové nevelkého rodu Famao, žijícího ve vesnici Siju na ostrově Paté v souostroví Lamu u keňských břehů, tvrdili, že mezi jejich předky jsou čínští námořníci, jejichž loď zde ztroskotala. Podle mínění žurnalistů, někteří tamní domorodci vzhledem připomínají Asiaty více než Afričany. Testy DNA zorganizované čínskými úřady údajně tvrzení vesničanů potvrdily.